# Formule E

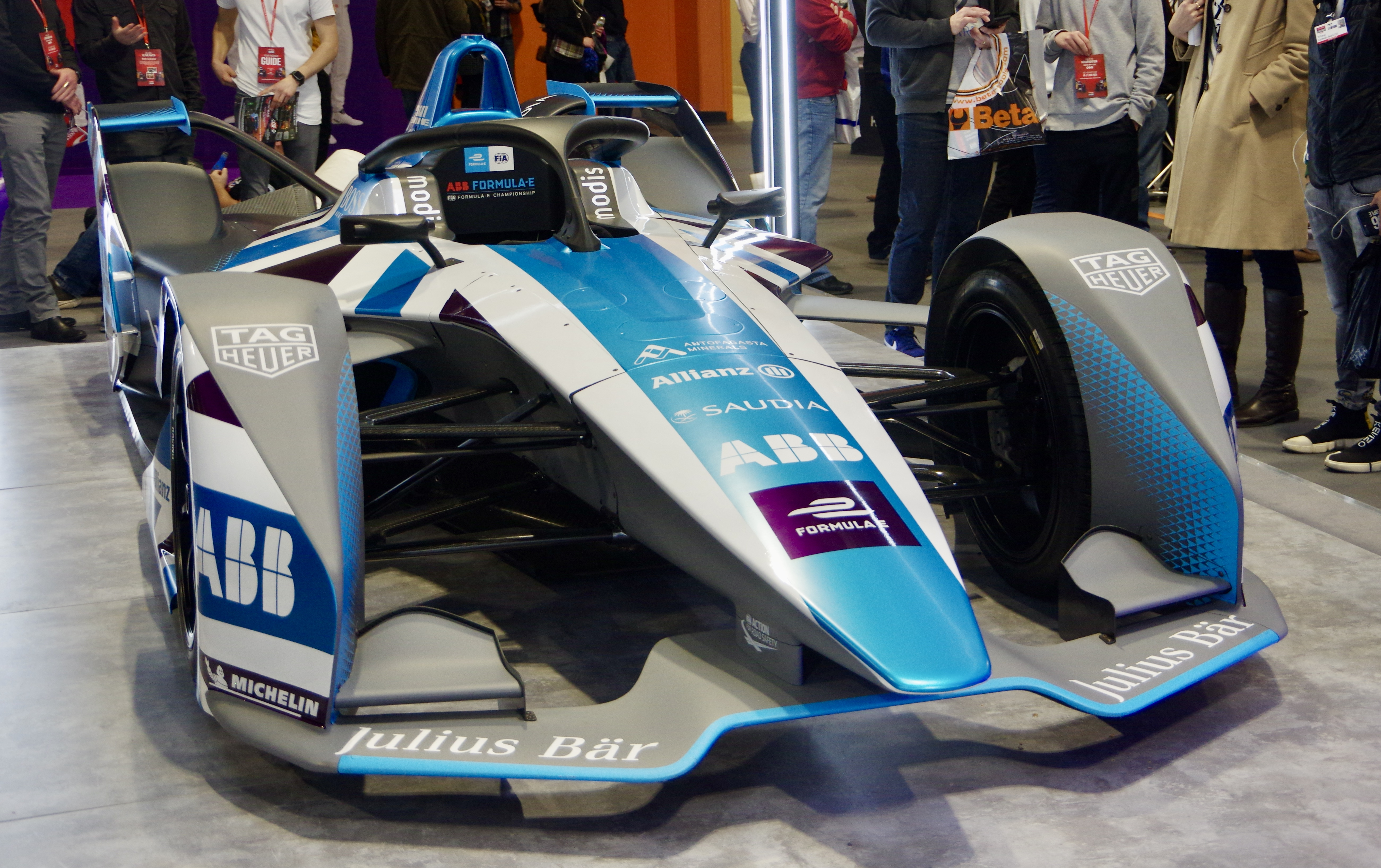

Formule E, officieel het ABB FIA Formula E World Championship is een autosportklasse georganiseerd door de FIA, die enkel elektrische auto's bevat.
In 2012 ontstond het idee om een elektrisch aangedreven autosportklasse op te richten. Het eerste kampioenschap werd gehouden in het seizoen 2014-2015, terwijl in de tweede helft van 2013 enkele demonstratie-evenementen werden gehouden.
Voormalig Formule 1-coureur Lucas di Grassi werd in september 2012 aangesteld als de officiële testcoureur van het kampioenschap. In november 2012 werden 42 auto's besteld, waarvan de motor, transmissies en elektronica worden verstrekt door het Formule 1-team McLaren. Hiernaast staat Renault aan de technische kant van het kampioenschap als resultaat van een deal met Spark Racing Technology. De batterijen worden geleverd door het Formule 1-team van Williams, wat hiervoor ook een samenwerking met Spark Racing Technology is aangegaan. Verder wordt het chassis geleverd door Dallara en de banden door Michelin. De Formule E-wedstrijden worden verreden op stratencircuits.
Op 13 september 2014 werd de eerste Formule E-race gehouden op het Beijing Olympic Green Circuit in Peking in China. De race werd gewonnen door Lucas di Grassi, die reed voor het team Audi Sport ABT. Na elf races werd NEXTEV TCR-coureur Nelson Piquet jr. de eerste Formule E-kampioen.

## Specificaties

### Overzicht
- Er zijn twaalf teams, vierentwintig coureurs en evenveel auto's.
- Elk team heeft twee coureurs en twee auto's.
- Races, genaamd 'ePrix', worden gehouden in twaalf steden over de hele wereld.
- Racecircuits worden aangelegd in steden en zullen tussen de 2,5 en 3 kilometer lang zijn.
- De auto's accelereren van 0 naar 100 km/h in 2,8 seconden en bereiken een maximumsnelheid van 320 km/h.
- Het geluidsniveau is ongeveer 80 dB, waar een normale auto 70 dB en een bus 90 dB produceert.

### De races
- Vroege morgen: vrije training gevolgd door kwalificatie.
- Late morgen: kwalificatie, waarbij coureurs in vier groepen een rondetijd neerzetten om de startopstelling van de race te bepalen.
- Middag: pauze van twee uur om de auto's op te laden
- Avond: race van 45 min + 1 ronde.

- Races duren 45 minuten plus 1 ronde en vinden altijd plaats op vrijdag, zaterdag of zondag.

### Puntensysteem
|                 | 1e | 2e | 3e | 4e | 5e | 6e | 7e | 8e | 9e | 10e | Pole | SuperPole | Snelste ronde |
| 2014/15-2016/17 | 25 | 18 | 15 | 12 | 10 | 8  | 6  | 4  | 2  | 1   | 0    | 3         | 2             |
| 2016/17-2018/19 | 25 | 18 | 15 | 12 | 10 | 8  | 6  | 4  | 2  | 1   | 0    | 3         | 1             |
| 2019/20-2020/21 | 25 | 18 | 15 | 12 | 10 | 8  | 6  | 4  | 2  | 1   | 1    | 3         | 1             |
| 2021/22-heden   | 25 | 18 | 15 | 12 | 10 | 8  | 6  | 4  | 2  | 1   | 0    | 3         | 1             |

## Kampioenen
| Seizoen   | Kampioen                                            | Teamskampioen                    | Tweede            | Derde            |
| --------- | --------------------------------------------------- | -------------------------------- | ----------------- | ---------------- |
| 2014-2015 | Nelson Piquet jr.* (NEXTEV TCR)                     | e.dams Renault                   | Sébastien Buemi   | Lucas di Grassi  |
| 2015-2016 | Sébastien Buemi                                     | Renault e.Dams                   | Lucas di Grassi   | Nicolas Prost    |
| 2016-2017 | Lucas di Grassi* (ABT Schaeffler Audi Sport)        | Renault e.Dams                   | Sébastien Buemi   | Felix Rosenqvist |
| 2017-2018 | Jean-Éric Vergne* (Techeetah)                       | ABT Schaeffler Audi Sport        | Lucas di Grassi   | Sam Bird         |
| 2018-2019 | Jean-Éric Vergne                                    | DS Techeetah Formula E Team      | Sébastien Buemi   | Lucas di Grassi  |
| 2019-2020 | António Félix da Costa                              | DS Techeetah Formula E Team      | Stoffel Vandoorne | Jean-Éric Vergne |
| 2020-2021 | Nyck de Vries                                       | Mercedes-EQ Formula E Team       | Edoardo Mortara   | Jake Dennis      |
| 2021-2022 | Stoffel Vandoorne                                   | Mercedes-EQ Formula E Team       | Mitch Evans       | Edoardo Mortara  |
| 2022-2023 | Jake Dennis* (Avalanche Andretti Formula E)         | Envision Racing                  | Nick Cassidy      | Mitch Evans      |
| 2023-2024 | Pascal Wehrlein* (TAG Heuer Porsche Formula E Team) | Jaguar TCS Racing                | Mitch Evans       | Nick Cassidy     |
| 2024-2025 | Oliver Rowland* (Nissan Formula E Team)             | TAG Heuer Porsche Formula E Team | Nick Cassidy      | Pascal Wehrlein  |

* Deze rijder werd kampioen, maar zijn team werd geen teamkampioen. Het team van de kampioen staat tussen haakjes aangegeven.